# Cuthred (roi du Wessex)
Pour les articles homonymes, voir Cuthred.
Cuthred est roi du Wessex de 740 à sa mort, en 756.

## Biographie
Parent d'Æthelheard, il lui succède à sa mort vers 740. Il commence son règne par une guerre contre Æthelbald de Mercie, sans résultats concluants pour aucun des belligérants. Après avoir fait la paix en 743, les deux rois unissent leurs forces pour lutter contre les Gallois, qui sont mis en fuite devant la supériorité numérique des Anglo-Saxons.
En 748, Cynric, fils de Cuthred, est tué lors d'une mutinerie de ses soldats. En 750, Cuthred doit réprimer la révolte de l'ealdorman Æthelhun, un de ses vassaux, qui se soumet. En 752, la guerre contre Æthelbald de Mercie reprend. Cuthred met en fuite les Merciens à Burford, dans l'Oxfordshire, et assure l'indépendance du Wessex vis-à-vis de son puissant voisin.
En 753, Cuthred lutte encore contre les Corniques qu'il met en fuite. À sa mort Sigeberht, un de ses parents, lui succède brièvement, mais il est déposé par les grands du royaume en 757 et Cynewulf est élu.